# Casa del Mayorazgo de los Cáceres
La casa del Mayorazgo de los Cáceres, o del Marqués de Lozoya, es un inmueble ubicado en la ciudad española de Segovia, en Castilla y León.

## Descripción

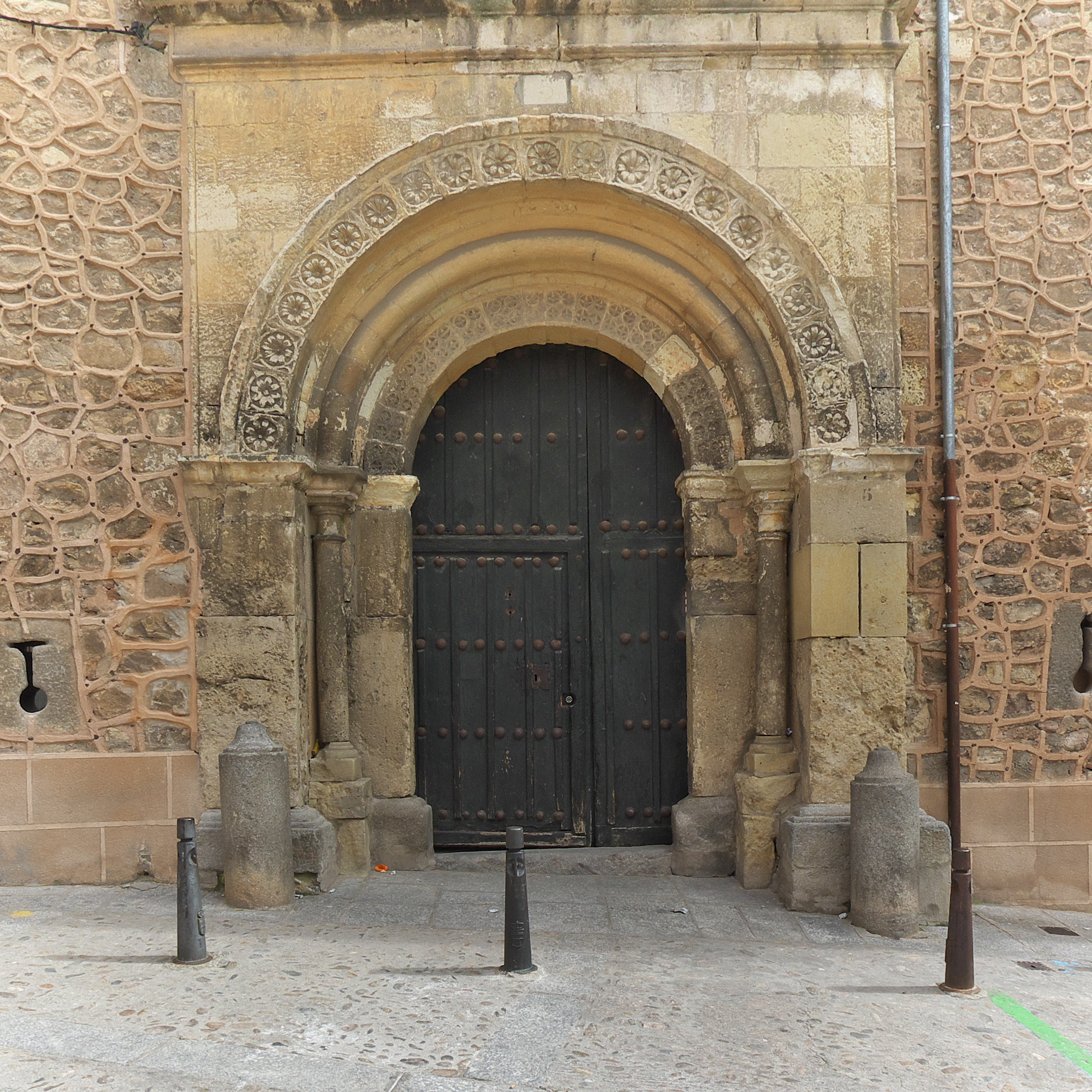
Portada

El edificio se encuentra en la plaza del Conde de Cheste n.º 5 de la ciudad castellanoleonesa de Segovia, capital de la provincia homónima. Es conocido con las denominaciones de «casa del Mayorazgo de los Cáceres» y «casa del Marqués de Lozoya».
Se trata de una de las antiguas torres fortaleza que defendían las murallas de la ciudad. El inmueble, ejemplar notable del románico civil, contaba en las paredes de sus salones con una colección de papeles pintados de la Real Fábrica de la Moncloa, colocados durante la reforma de que fue objeto en el siglo XIX.
Fue declarada monumento histórico-artístico, de carácter nacional, el 18 de noviembre de 1979, mediante un real decreto publicado el 18 de enero de 1980 en el Boletín Oficial del Estado. En la actualidad cuenta con el estatus de Bien de Interés Cultural.